# Montceaux-lès-Provins
 Montceaux-lès-Provins  es una población y comuna francesa, en la región de Isla de Francia, departamento de Sena y Marne, en el distrito de Provins y cantón de Villiers-Saint-Georges.

## Demografía
| 331 | 272 | 267 | 250 | 312 | 337 |
| Para los censos de 1962 a 1999 la población legal corresponde a la población sin duplicidades (Fuente: INSEE [Consultar]) |     |     |     |     |     |